# Liste de peintres belges
Liste des peintres belges (vivants ou ayant vécu sur le territoire actuel de la Belgique) triée par ordre alphabétique.
La liste des peintres belges ayant fait l'objet d'un article dans Wikipédia est présentée :
- par ordre alphabétique d'une part ;
- et par ordre chronologique d'autre part.

Ainsi De Vigne est classé sous la lettre D et Van Hecke sous V.
Pour d'autres catégorisations, se référer à :
- la catégorie Peintre belge ;
- la catégorie Peintre belge du XXIe siècle ;
- la catégorie Peintre belge du XXe siècle ;
- la catégorie Peintre belge du XIXe siècle ;
- la catégorie Peintre belge du XVIIIe siècle ;
- la catégorie Peintre belge du XVIIe siècle ;
- la catégorie Peintre belge du XVIe siècle ;
- et pour les autres nationalités, à la catégorie Peintre par nationalité ;
- et plus généralement la catégorie Peintre.

- Haut – A
- B
- C
- D
- E
- F
- G
- H
- I
- J
- K
- L
- M
- N
- O
- P
- Q
- R
- S
- T
- U
- V
- W
- X
- Y
- Z

## A
- Pierre Abattucci 1871-1942
- Sonia Abeloos 1876-1969
- Victor Abeloos 1881-1965
- Léon Abry 1857-1905
- Germaine Acarin 1898-1969
- Fernand Adriaenssens 1859-1944
- Robert Aerens 1883-1969
- Willem Albracht 1861-1922
- Pierre Alechinsky 1927-
- Fernand Allard l'Olivier 1883-1933
- Gerard Alsteens 1940-
- Djef Anten 1851-1913
- Marguerite Antoine 1907-1988
- Paul Antoine 1922-2010
- Pierre Joseph Antoine 1840-1913
- Armand Apol 1879-1950
- Berthe Art 1857-1934
- Alphonse Asselbergs 1839-1916

## B
- François Backvis 1857-1926
- Albert Baertsoen 1866-1922
- Edgar Baes 1837-1909
- Émile Baes 1879-1954
- Firmin Baes 1874-1934
- Lionel Baes 1839-1913
- Rachel Baes 1912-1983
- Jules Bahieu 1847-1916
- Georges Baltus (1874-1967)
- Louis Baretta 1866-1928
- Louis Barnaba 1826-1892
- Alfred Bastien 1873-1955
- Johan Baudart 1961-
- Raphaël Bauduin 1870-1943
- Charles Baugniet 1814-1886
- Marcel-Louis Baugniet 1896-1995
- Paul Bayart 1861-1921
- François-Charles Bazelaire 1944-
- François Beauck 1876-1946
- Léon Becker 1826-1909
- Euphrosine Beernaert 1831-1901
- Gabriel Belgeonne 1935-
- Hubert Bellis 1831-1902
- Émile Berchmans 1867-1947
- Émile-Édouard Berchmans 1843-1914
- Charles Théodore Bernier 1871-1950
- Géo Bernier 1862-1918
- Eugène Bertrand (peintre) 1858-1934
- Gaston Bertrand 1910-1994
- Léon Billiet (1867- )
- Henri Binard 1862-1939
- François Binjé 1835-1900
- Charles Bisschops 1894-1975
- Ronald Blaes 1954-
- André Blandin 1878-1944
- Theo Blickx 1875-1963
- Maurice Blieck 1876-1922
- Maurice-Emile Blieck 1878-1943
- Alfons Blomme 1889-1979
- Anna Boch 1848-1936
- Eugène Boch 1855-1941
- Gaston Bogaert 1918-2008
- Anne Bonnet 1906-1960
- Guglielmo Borremans 1672-?
- Michaël Borremans 1963-
- René Bosiers 1875-1927
- Jules Boulez 1889-1960
- Henri Bource 1826-1899
- Andrée Bosquet 1900-1980
- François-Antoine Bossuet 1798-1889
- Paul Boudry 1913-1976
- Hippolyte Boulenger 1837-1874
- Arthur Bouvier 1837-1921
- Virginie Bovie 1824-1887
- Henri Brasseur 1918-1981
- Henri de Braekeleer 1840-1888
- Paul Breyer 1905-1968
- Charles Brias 1798-1884
- Jacqueline Brison 1932-2006
- Herman Broeckaert 1878-1930
- Eugène Broerman 1861-1932
- Louise Brohée 1875-1939
- Philibert Joseph Bron 1791-1870
- Germaine Brus 1915-2015
- Jean Brusselmans 1884-1953
- Félix Buelens 1850-1921
- Louis Buisseret 1888-1956
- François Bulens 1857-1940
- Pol Bury 1922-2005
- Gustave Buschmann 1818-1852
- Robert Buyle 1895-1976
- Elie Borgrave 1905-1992

## C
- Franz Callebaut 1856-1930
- Ferdinand Callebert 1831-1908
- Jacques Calonne 1930-2022
- Juliette Cambier 1879-1963
- Louis-Gustave Cambier 1874-1949
- Nestor Cambier 1879-1957
- Henry Campotosto 1833-1910
- Henri Cantelbeek, actif de 1690 à 1720
- Jean Capeinick 1838-1890
- Jacques Carabain 1834-1933
- René Carcan 1925-1993
- Antoine Cardon 1739-1822
- Marie Carlier 1920-1986
- Maurice Carlier 1894-1976
- Marius Carion 1898-1949
- Marcel Caron 1890-1961
- Henri Carpentero 1820-1874
- Jean Charles Carpentero 1784-1823
- Évariste Carpentier 1845-1922
- Anto Carte 1886-1954
- Henri Cassiers 1858-1944
- Antoon Catrie 1924-1977
- François Cautaerts 1810-1881
- Sophie Cauvin 1968-
- Julien Célos 1884-1953
- Cornelis Cels 1778-1859
- Jean-Michel Cels 1819-1881
- Iwan Cerf 1883-1963
- Achille Chainaye 1862-1915
- Philippe de Champaigne 1602-1674
- François Charette-Duval 1807-1895
- Emile Charlet 1851-1927
- Frantz Charlet 1862-1928
- Jacques Charlier 1939-
- Auguste Chauvin 1810-1884
- Albert Ciamberlani 1864-1956
- Joseph Claes 1875-1956
- Albert Claes-Thobois 1883-1945
- Alexandre Clarys 1857-1920
- Émile Claus 1849-1924
- Louis Clesse 1889-1961
- Théodore Cleynhens (1841-1916)
- Gilles-François Closson 1796-1842
- Oscar Coddron 1881-1960
- Charles Coenraets 1852-1908
- Ferdinand Coenraets 1860-1939
- Alphonse Cogen 1842-1921
- Félix Cogen 1838-1907
- Alice Colin 1878-1962
- Marie Collart-Henrotin 1842-1911
- Eugène Colignon 1876-1961
- Georges Collignon 1923-2002
- Joseph Coosemans 1828-1904
- Eugène Jean Copman 1839-1930
- Omer Coppens 1864-1926
- Albéric Coppieters 1878-1902
- Gustave Coppieters 1840-1885
- Albert Cortvriendt 1875-1920
- Louis Coulon 1819-1855
- Charles Counhaye 1884-1971
- Jan Cox 1919-1980
- Albert Crahay 1881-1914
- Jules Cran 1876-1926
- Paul Craps 1877-1939
- Louis Crépin 1828-1887
- Georges Creten 1887-1966
- Victor Creten 1878-1966
- Luc-Peter Crombé 1920-2005
- Robert Crommelynck 1895-1968
- Louis Cuvelier 1869- ?

## D
- Hippolyte Daeye 1873-1952
- Danieli 1934-1982
- Lucien Dasselborne 1873-1962
- Paul Daxhelet 1905-1993
- Hugo Debaere 1958-1994
- François Joseph Thomas De Backer 1812-1872
- Pierre Debatty 1966-
- René de Baugnies 1869-1962
- Eugène De Bie 1914-1983
- Marie De Bièvre 1865-1940
- Isabelle de Borchgrave 1946-2024
- Fritz de Brouckère 1879-1928
- Armand De Beul 1874-1940
- Frans De Beul 1849-1919
- Henri De Beul 1845-1900
- Julien De Beul 1868- ?
- Laurent De Beul 1841-1872
- Eugène de Block 1812-1893
- Jean François De Boever 1872-1949
- Constant De Bruycker 1823-1896
- François Antoine De Bruycker 1816-1882
- Evariste De Buck 1892-1974
- Georges de Burlet 1871-1899
- Constant De Busschere 1876-1951
- Jos De Cock 1934-2010
- Jan De Cooman 1893-1949
- Albert De Deken 1915-2003
- William Degouve de Nuncques 1867-1935
- Robert Degeneve 1919-2008
- Amédée Degreef 1878-1968
- Jean-Baptiste Degreef 1852-1894
- Georges De Geetere 1859-1929
- Henry de Groux 1866-1930
- Carlos De Haes 1826-1898
- Louise De Hem 1866-1933
- Charles Dehoy 1872-1940
- Jean Joseph Dehoy 1819-1846
- Vital Jean De Gronckel 1820-1890
- Edouard De Jans 1855-1919
- Nicaise de Keyser 1813-1887
- Raoul De Keyser 1930-2012
- Aloïs De Laet 1866-1949
- Raymond de la Haye 1882-1914
- Jo Delahaut 1911-1992
- Jean De la Hoese 1846-1917
- Jacques de Lalaing 1858-1917
- Jean De Landtsheer 1750-1828
- Jean Baptiste De Landtsheer 1797-1874
- Jean Jacques De Langhe 1800-1865
- Auguste De Lathouwer 1836-1915
- Alfred Delaunois 1875-1941
- Léon Delderenne 1864-1921
- Auguste Delfosse 1832-1899
- Basile De Loose 1809-1885
- Emile Delperée 1850-1896
- Edmond Delsa 1875-1957
- Albert Delstanche 1870-1941
- Paul Delvaux 1897-1994
- Jean Delville 1867-1953
- Jean Delvin 1853-1922
- François De Marneffe 1793-1877
- Ghislaine de Menten de Horne 1908-1995[1]
- Éliane de Meuse 1899-1993
- Maurice De Meyer 1911-1999
- Hélène de Miszewska 1876-1969
- Félix Denayer 1875-1934
- Henri De Nobele 1811-1891
- Frans Depooter 1898-1987
- Edmond De Pratere 1826-1888
- Henri De Pratere 1815-1890
- Juliette de Reul 1872-1925
- Hélène De Reuse 1892-1979
- Valerius De Saedeleer 1867-1941
- Edmond De Schampheleer 1824-1899
- Aline De Senezcourt 1822-1900
- Georges De Sloovere 1873-1970
- Gustave de Smet 1877-1943
- Léon de Smet 1881-1966
- Henri De Smeth 1865-1940
- Lucie Desmet 1873-1943
- Alphonse Dessenis 1874-195?
- Prosper De Troyer 1880-1961
- Emma De Vigne 1850-1898
- Félix De Vigne 1806-1842
- Géo De Vlamynck 1897-1980
- Séraphin De Vliegher 1806-1848
- Léon Devos 1897-1974
- Vincent De Vos 1829-1875
- Albrecht De Vriendt 1843-1900
- Julien De Vriendt 1842-1935
- Anna De Weert 1867-1950
- Yvonne Dewals
- Frans De Wilde 1840-1918
- Louis De Winter 1819-1900
- Prosper De Wit 1862-1951
- Adrien de Witte 1850-1935
- Albert Demuyser 1920-2003
- Bernard Desfrere 1928-2005
- Henri Diddaert 1819-1893
- Marguerite Dielman 1865-1942
- Leon Dieperinck 1917-2010
- Victor Dieu 1873-1954
- Pierre Jacques Dierckx 1855-1947
- José Dierickx 1865-1959
- Omer Dierickx 1862-1939
- Sam Dillemans 1965-
- Adolphe-Alexandre Dillens 1821-1877
- Albert Dillens 1844-1915
- Henri Joseph Dillens 1812-1872
- Jean Dols 1909-1993
- Patricia Dopchie 1960-
- Marthe Donas 1885-1967
- Auguste Donnay 1862-1921
- Jean Donnay 1897-1992
- Désiré Donny 1798-1861
- Jacques Doré 1861-1929
- Roseline d'Oreye 1979-
- Christian Dotremont 1922-1979
- Geo Drains 1891-1921
- Fernand Dresse 1916-1993
- Albert Droesbeke 1896-1929
- Angelina Drumaux 1881-1959
- Arpaïs Du Bois 1973-
- Edmond Dubrunfaut 1920-2007
- Olivier Duchâteau 1876-1939
- Julien Ducorron 1770-1848
- Roger Dudant 1929-2008
- Adrien-Paul Duerinckx 1888-1938
- Edward Dujardin 1817-1889
- Mathilde du Monceau de Bergendael 1877-1952
- Adrien Dupagne 1889-1990
- Jean Dupont 1934-
- Émile Duray 1862-1918
- Alfred Duriau 1877-1958
- Marcel Dusaussois 1927-2007
- Joseph Laurent Dyckmans 1811-1888

## E
- Jean François Eliaerts 1761-1848
- Alfred Elsen 1850-1914
- Ernest Engel-Pak 1885-1965
- James Ensor 1860-1949
- René Ernest 1876-1914
- Henri Evenepoel 1872-1899
- Adèle Evrard 1792-1889

## F
- Élysée Fabry 1882-1949
- Émile Fabry 1865-1966
- Edgard Farasyn 1858-1938
- Georges Fichefet 1864-1954
- Bonaventure Fieullien 1903-1976
- Willy Finch 1854-1930
- Gustave Fischweiler 1911-1990
- Fernand Flausch 1948-2013
- Pierre-Louis Flouquet 1900-1967
- Jean-Michel Folon 1934-2005
- Victor Fontaine 1837-1884
- Éric Fourez 1946-
- Dominiq Fournal 1956-
- Ange François 1800-1872
- Joseph François 1851-1940
- Lucien Frank 1857-1920
- Léon Frédéric 1856-1940
- Michel Frère 1961-1999
- Maurice Freund 1899-1970
- Alice Frey 1895-1981
- Jehan Frison 1882-1961
- Marc Fuchs 1890-1934

## G
- Jean Gabriel 1919-2000
- Jean-Jacques Gailliard 1890-1976
- Louis Gallait 1810-1887
- Anne Garnier 1936-
- Michèle Garot 1946-
- Mary Gasparoli 1856-1933
- Lucas Gassel 1500-1570
- Bernard Gaube 1952-
- Cesar Geerinck 1862-1919
- Willem Geets 1838-1919
- Jozef Geirnaert 1791-1859
- Ben Genaux 1911-1996
- Victor-Jules Génisson 1805-1860
- Noël Geo 1893-1969
- Bruno Gérard 1958-
- Jean Joseph Gérard 1873-1946
- Théodore Gérard 1829-1902
- Auguste Gerboux 1839-1878
- Fanny Germeau 1911-2011
- Albert Geudens 1869-1949
- Jacques Geûens 1910-1991
- René Gevers 1869-1939
- Bernard Ghobert 1914-1975
- Ferdinand Giele 1867-1929
- José Gietka 1957-
- Célestin Gilleman 1845-1908
- Marcel Gillis 1897-1972
- Edgar Gilmont 1887-1949
- Joseph Gindra 1862-1938
- Robert Giron 1897-1967
- Edouard Gisler 1818-1882
- Lucien Gisler 1810-1843
- Hubert Glansdorff 1877-1963
- Félix Gogo 1872-1853
- Antonin Goeyers 1826-1869
- Fernand Gommaerts 1894-1975
- Pieter Gorus 1881-1941
- Jean Gouweloos 1868-1943
- Albert Gregorius 1774-1853
- Arthur Grosemans 1906-1995
- Godfried Guffens 1823-1901
- Jules Guiette 1852-1901
- René Guiette 1893-1976
- Marthe Guillain 1890-1974
- Maurice Guilbert 1876-1933
- Lucien Guinotte 1925-1989
- Hector Louis Goffint 1877-1953

## H
- Mary Habsch 1931-2023
- Léopold Haeck 1868-1928
- Paul Hagemans 1884-1959
- Louis Haghe 1806-1885
- Gustave Halbart 1846-1913
- François Halkett 1856-1921
- Alexandre Hannesse 1970-
- Alexandre Hannotiau 1862-1901
- Gilbert Hansen 1902-1981
- René Hansoul 1910-1979
- André Hallet 1890-1959
- René Hauben 1912-
- Gaston Haustraete 1878-1949
- Alfred Hazledine 1874-1957
- Émile Hecq 1924-2009
- Armand Heins 1856-1938
- Richard Heintz 1871-1929
- Pierre-Jean Hellemans 1787-1845
- Bénédicte Henderick 1967-
- Louis Hendrix 1827-1888
- André Hennebicq 1836-1904
- Valentin Henneman 1861-1930
- Frans Hens 1856-1928
- Léon Herbo 1850-1907
- Paule Herla 1944-
- Charles Hermans 1839-1924
- Paul Hermans 1898-1972
- Manette Hermant 1880-1957
- Tony Alain Hermant 1880-1939
- Paul Hermanus 1859-1911
- Liévin Herremans 1858-1931
- Fernand Heuze 1914-
- Adrien-Joseph Heymans 1839-1921
- Jean Hick 1933-
- Georges Higuet 1892-1956
- Paul Hilt 1918-1983
- Maurice Hizette 1925-2014
- Lucien Hock 1899-1972
- Marcel Hocq 1933-
- Christian Hocquet 1935-2014
- Maguy Hoebeke 1918-2009
- Emile Hoeterickx 1853-1923
- Francine Holley 1919-2020
- Frans Holst 1876-1935
- Ernest Hoorickx 1859-1908
- Constant Prosper Hoste 1873-1917
- Jacques Hôte 1939-1986
- Charles Houben 1871-1931
- Lucien Houbiers 1876-1943
- Sadi Houbion 1894-1968
- Charles Houssard 1884-1958
- Léon Houyoux 1856-1940
- Florentin Houzé (1809-1905)
- Marie Howet 1897-1984
- René Huin 1933-
- Henri Huklenbrok 1871-1942
- Aloïs Hunin 1808-1855
- Léon Huygens 1876-1919
- Modeste Huys 1874-1932

## I
- Josse Impens 1840-1905
- Florent Isenbaert 1824-1894
- Mayou Iserentant 1903-1978
- Georgina Iserbyt 1915-2001

## J
- Gerard Jacobs 1865-1958
- Jacob Jacobs 1812-1879
- Georges Jacqmotte 1876-1949
- Lucie Jacquart 1882-1956
- Emile Jacques 1874-1937
- Armand Jamar 1870-1946
- Pauline Jamar 1850-1911
- Léon Jamin 1872-1944
- Albert Jaminon 1925-2006
- Georges Jamotte 1880-1942
- Henry Janlet 1857-1935
- Maïté Jansen 1986-
- Louis Janssen, dit Loujan 1921-1999
- Ludovic Janssen 1888-1954
- René Janssens 1870-1936
- Marcel Jefferys 1872-1924
- William Jelley 1856-1932
- Floris Jespers 1889-1965
- Léo Jo 1870-1962
- Hyacinthe Jochams 1850-1890
- Nestor Jonet 1849-1913
- Alfred Jonniaux 1882-1974
- Eugène Joors 1850-1910
- Antoine Jorissen 1884-1962

## K
- Luc Kaisin (1900-1963)
- Franz Kegeljan (1847-1921)
- Ignace Kennis (1888-1973)
- Anne Kellens (1954- )
- Anna Kernkamp (1868-1947)
- Renée Keuller (1899-1981)
- Margot Knockaert (1910-1997)
- Fernand Khnopff (1858-1921)
- Pierre Kremer (1801-1888)
- Paul Kuhstohs (1870-1898)

## L
- Joseph Lacasse 1894-1975
- Roger La Croix 1933-1984
- Antoine Lacroix 1843-1895
- Gérard Laenen 1899-1980
- Eugène Laermans 1864-1940
- Luc Lafnet 1899-1939
- Mathilde Lagache, née Corr, sœur d'Erin Corr et de Fanny Corr-Geefs.
- Camille Lambert 1874-1964
- Olivier Lamboray 1968-
- Emma Lambotte 1876-1963
- Maurice Langaskens 1884-1946
- Pierre Langlet 1848-1890
- Louise Laridon 1868-1943
- Lucy Laridon 1872-1950
- Jean Laudy 1877-1956
- Armand Laureys 1867-1931
- Paul Lauters 1806-1875
- Georges-Émile Lebacq 1876-1950
- Charles Lebon 1906-1957
- Louis Joseph Le Brun 1844-1900
- Joseph Anne Le Roy 1812-1860
- Charles M. Lechat 1896-1974
- Jacques Lechat 1955-
- Denis Lecocq 1805-1851
- Paul Leduc 1876-1943
- Jef Leempoels 1867-1935
- Charles Joseph Louis Lefebvre 1857-1894
- Léonce Legendre 1831-1893
- Nicolas Legrand 1817-1883
- Henri Lehon 1809-1872
- Charles Leickert 1816-1907
- Jacques Lejeune 1931-
- Lucien Lejeune 1870-1953
- Albert Lemaître 1886-1975
- Adrien Le Mayeur 1844-1923
- Georges Lemmen 1865-1916
- Marcel Lempereur-Haut 1898-1986
- André Corneille Lens 1739-1822
- Charly Léonard 1894-1953
- Auguste Levêque 1866-1921
- Henri Leys 1815-1869
- Robert Liard 1911-1988
- Fernand Liénaux 1897-1980
- Édith Liétar 1945-
- Égide Linnig 1821-1860
- Alois Stanislas Lion 1834-1857
- Alexandre Louis Lion 1823-1852
- Lismonde 1908-2001
- Arthur Locufier 1871-1915
- Lambert Lombard 1505-1566
- Léon Londot 1878-1953
- François Luckx 1802-1849
- Jean-François Luypaert 1893-1954
- Henry Luyten 1859-1945
- Amédée Lynen 1852-1938
- André Lynen 1888-1954

## M
- Jean-Baptiste Madou 1796-1877
- Armand Maclot 1877-1959
- Jacques Madyol 1871-1950
- Jacques Maes 1905-1968
- René Magritte 1898-1967
- Charles Mammes 1822-1858
- Alfred Martin 1888-1950
- Émile Mahieu 1861-1955
- Laure Malclès-Masereel 1911-1981
- Auguste Mambour 1896-1968
- Robert Marciat 1925-1995
- Maurice Mareels 1893-1976
- François Maréchal 1861-1945
- Ferdinand Marinus 1808-1890
- Ernest Marneffe 1866-1920
- Célestin Marschouw 1825-1902
- Frans Masereel 1889-1972
- Léon Massaux 1845-1926
- Édouard Masson 1881-1950
- Joseph Maswiens 1828-1880
- Lambert Mathieu 1804-1861
- Paul Mathieu 1872-1932
- Henri Mathy 1897-1978
- Didier Matrige 1961-2008
- Jean Mayné 1854-1924
- Marc Mendelson 1915-2013
- Jules Merckaert 1872-1924
- Désiré Mergaert 1829-1890
- Désiré Merny 1865-1947
- Charles Mertens 1865-1919
- Dominique François Joseph Meulenbergh 1804-1865
- Constantin Meunier 1831-1905
- Georgette Meunier 1859-1951
- Jean-Baptiste Meunier 1821-1900
- Georges Meurant 1948
- Marie Meuret-Philippot 1887-1939
- Henry Meuwis 1870-1935
- Clémence Michel 1849-1925
- Joseph Middeleer 1865-1939
- Jean Milo 1906-1993
- Eudore Misonne 1891-1968
- Joseph Moerenhout 1801-1875
- Victor Moerenhout 1856-1935
- Alfred Moitroux 1886-1938
- Daniel Moline 1948-
- Florent Mols 1811-1896
- Robert Mols 1848-1903
- Luc Mondry 1938-1999
- Constant Montald 1862-1944
- Jenny Montigny 1875-1937
- Jules Montigny 1840-1899
- Guillaume Montobio 1883-1962
- Georges Morren 1868-1941
- Frans Mortelmans 1865-1936
- Antoine Mortier 1908-1999
- Émile Motte 1860-1931
- Jacques Muller 1930-1997
- Léon Mundeleer (peintre) 1851-1933
- Auguste Musin 1852-1923
- François Musin 1820-1888

## N
- François Namur 1857-1902
- Louis Nauwelaerts 1823-1875
- Joseph Nauwens 1830-1892
- Arthur Navez 1881-1931
- François-Joseph Navez 1787-1869
- Léon Navez 1900-1967
- Félix Nisen 1850-1889
- Jean-Mathieu Nisen 1819-1885
- Auguste Numans 1822-1901
- Francis Nys 1863-1900

## O
- Jacques Ochs 1883-1971
- Auguste Oleffe 1867-1931
- Balthasar Ommeganck 1755-1826
- Maria-Jacoba Ommeganck 1760-1849
- Karel Ooms 1845-1900
- Isidore Opsomer 1878-1967
- Alfred Ost 1884-1945
- Christian Otte 1943-2005
- Auguste Ottevaere 1809-1856
- Henri Ottevaere 1870-1944
- Nestor Outer 1865-1930

## P
- Willem Paerels 1878-1962
- Paul Parmentier 1854-1902
- Aubin Pasque 1903-1981
- Ernest Patris 1909-1981
- Pierre Paulus 1881-1959
- Antoine Payen 1792-1853
- Kurt Peiser 1887-1962
- Joseph Perlau 1799-1841
- Constant Permeke 1886-1952
- Henri Permeke 1849-1912
- Paul Permeke 1918-1990
- Peter Permeke 1965
- Luc Perot 1922-1985
- Erik Pevernagie 1939
- Louis Pevernagie 1904-1970
- Léon Philippet 1843-1906
- Luc Pilmeyer 1960-
- Albert Pinot 1875-1962
- Ferdinand Pire 1943
- Victoire Pirenne-Keppenne 1883-1932
- Jeanne Plateau 1877-1937
- Léopold Plomteux 1920-2008
- André Plumot 1829-1906
- Oswald Poreau 1877-1955
- Jean-François Portaels 1818-1895
- Edward Portielje 1861-1949
- Gerard Portielje 1856-1929
- Joseph Posenaer 1876-1935
- Jules Postel 1867-1955
- Privat-Livemont 1861-1936
- Alphonse Proost 1880-1957
- Frans Proost 1866-1941
- Marguerite Putsage 1868-1946
- Emile Puttaert 1829-1901
- François Pycke 1890-1970

## Q
- Joseph Quinaux 1822-1895
- Mig Quinet 1906-2001

## R
- Marguerite Radoux 1873-1943
- Jean Raine 1927-1986
- Armand Rassenfosse 1862-1934
- Albert Raty 1889-1970
- René Raucq 1865-1943
- Louis Reckelbus 1864-1958
- Pierre Joseph Redouté 1759-1840
- Frans Regoudt 1906-1977
- Georges Reinheimer 1850-1898
- Yvonne Reper 1908-1967
- Jean Rets 1910-1998
- René Revelard 1880-1965
- Louis-Félix Rhénasteine 1718-1799
- Herman Richir 1866-1942
- Julia Rysheuvels 1885-
- Léon Riket 1876-1938
- Emile Rimbout 1849-1926
- André Rinskopf 1914-1970
- Lucien Rion 1875-1939
- Henri Robbe 1807-1899
- Louis Robbe 1806-1887
- Alexandre Robert 1817-1890
- Léopold Robert 1850-1935
- Albert Roberti 1811-1864
- Adolphe Roberts-Jones 1806-1874
- Jean-Baptiste Robie 1821-1910
- Ernest Rocher 1872-1938
- François Roffiaen 1820-1898
- Marcel Roggemans 1908-1994
- Georges Rogy 1897-1981
- Henri Roidot 1877-1960
- Henriette Rolin-Lagrange 1853-1920
- Emile Rommelaere 1873-1961
- Mariette Romiée 1850-1934
- Alfred Ronner 1851-1901
- Alice Ronner 1857-1957
- Emma Ronner 1860-1936
- Henriëtte Ronner-Knip 1821-1909
- Albert Roosenboom 1845-1875
- Félicien Rops 1833-1898
- Renée Rops 1887-1973
- Jean Guillaume Rosier 1858-1931
- Léon Rotthier 1868-1957
- Henry Rul 1862-1942
- Alfred Ruytincx 1871-1908
- Alicia Rymowicz 1907-1992

## S
- Émile Sacré 1844-1882
- Charles Louis Saligo 1803-1874
- Émile Salkin 1900-1977
- Albert Saverys 1886-1964
- Edgar Scauflaire 1893-1960
- Monique Schaar 1939-
- Arnold Schaepkens 1816-1904
- Théodore Schaepkens 1810-1883
- Joseph Schakewits 1848-1913
- Ferdinand Schirren 1872-1944
- Jules Schmalzigaug 1882-1917
- Henri Schouten 1860-1927
- Paul Schrobiltgen 1923-1980
- Jacques Schyrgens 1923
- Antoine Schyrgens 1890-1981
- Lode Sebregts 1906-2002
- Auguste-Ernest Sembach 1854-1898
- Louise Servaes 1923-2010
- Auguste Serrure 1825-1902
- Michel Seuphor 1901-1999
- Eugène Siberdt 1851-1931
- Victor Simonin 1877-1946
- Frans Smeers 1873-1960
- Jakob Smits 1856-1928
- Frans Balthazar Solvyns 1760-1824
- Louis Somers 1813-1880
- Roger Somville 1923-2014
- Charles Soubre 1821-1895
- Maurice Soudan 1878-1948
- Léon Spanoghe 1874-1955
- Michel-Joseph Speeckaert 1748-1838
- Léopold Speekaert 1834-1916
- Jean Speliers 1920-2013
- Léon Spilliaert 1881-1946
- Henri Spitsaert 1928-1974
- Julien Stappers 1875-1960
- Romain Steppe 1859-1927
- Marie Sterckmans 1878- ?
- Michel Sterckmans 1883-1956
- Paul Sterpin 1873-1952
- Fernand Steven 1895-1955
- Aimé Stevens 1879-1951
- Alfred Stevens 1823-1906
- Gustave Max Stevens 1871-1946
- Joseph Stevens 1816-1892
- René Stevens 1857-1937
- Jean Stevo 1914-1974
- Henri Victor Stiellemans 1879-1959
- Georges Stimart 1886-1952
- Ildephonse Stocquart 1819-1889
- Jan Stobbaerts 1838-1914
- Pierre Stobbaerts 1865-1948
- Jules Storms 1817-1856
- Jean-Marie Strebelle 1916-1989
- Rodolphe Strebelle 1880-1959
- François Stroobant 1819-1916
- Alexandre Struys 1852-1941
- Michael Sweerts 1618-1664
- Jan Swerts 1820-1879
- Charles Swyncop 1895-1970
- Philippe Swyncop 1878-1949
- Maurice Sys 1880-1972

## T
- Jean-François Taelemans 1851-1931
- Louis Taeymans 1874-1937
- Jules Tasquin 1872-1912
- Jean-Baptiste Tency 1746-1811
- Georges Teugels 1937-2007
- Brigitte Thelen 1957-
- Louis Thérer 1917-1984
- Jan Theuninck 1954-
- Charles Theunissen 1871-1948
- Louis Thévenet 1874-1930
- Édouard Thiébaut 1878-1953
- Claude Thirion 1965-
- Henri Thomas 1878-1972
- Fernand Thon 1892-1981
- Victor Thonet 1885-1952
- Daan Thulliez 1903-1965
- Hector Thys 1864-
- Emile Thysebaert 1873-1963
- Luc Thyssen 1950-
- Charles Tilmont 1811-1841
- René Tobie 1920-
- Pierre Toebente 1919-1997
- Joseph Tollet 1927-2020
- Léon Tombu 1866-1958
- Théo Tonglet 1862-1929
- Paul Tondreau 1886-1977
- Jean François Tordeur 1874-1929
- Jef Toune 1887-1940
- Fernand Toussaint 1873-1956
- Fritz Toussaint 1846-1920
- Charles Tschaggeny 1815-1894
- Edmond Tschaggeny 1818-1873
- Frédéric Tschaggeny 1851-1921
- Louis Tuerlinckx 1819-1894
- Luc Tuymans 1958-
- Louis Tytgadt 1841-1918
- Edgard Tytgat 1879-1957
- Médard Tytgat 1871-1948

## U
- Raoul Ubac 1910-1985
- Jean Ubaghs 1852-1937
- Francine Urbin-Choffray 1929-2016
- Victor Uytterschaut 1847-1917

## V
- Walter Vaes 1882-1958
- Leon Valckenaere 1853-1932
- Flori Van Acker 1858-1940
- Leo van Aken 1857-1904
- Henri Van Assche 1774-1841
- Alphonse Van Beurden 1878-1961
- Albijn Van den Abeele 1835-1918
- Alphonse Van den Eycken 1817-1891
- Frans van den Eycken XVIIIe-XIXe
- Charles van den Eycken 1809-1891
- Charles van den Eycken 1859-1923
- Ernest Vandenkerckhove 1839-1879
- Englebert Van Anderlecht 1918-1961
- Jan Van Beers 1852-1927
- Karel Van Belle 1884-1959
- Hilaire Vanbiervliet 1890-1981
- Jules Evariste van Biesbroeck 1848-1920
- Louis Van Bressem 1896-1971
- Willem Van Buscom 1797-1834
- Camille Van Camp 1834-1891
- Jan Van Campenhout 1907-1972
- Jef Van Campen 1934-
- Frans Van Damme 1858-1925
- Emile Van Damme-Sylva 1853-1935
- Suzanne Van Damme 1901-1986
- Jean-Emmanuel Van den Bussche 1837-1908
- Frits van den Berghe 1883-1939
- Nicolas Van den Eeden 1856-1918
- Charles van den Eycken 1809-1891
- Charles van den Eycken 1859-1923
- Louis Van den Eynde 1881-1966
- Serge Vandercam 1924-2005
- Benoni Van der Gheynst 1876-1946
- Edmond Van der Haeghen 1836-1919
- Guillaume Van der Hecht 1817-1891
- Henri Van der Hecht 1841-1901
- Marten Van der Loo 1880-1920
- Pierre Jean Van der Ouderaa 1841-1915
- Henri Van der Poorten 1789-1874
- Jan Van Der Smissen 1944-1995
- Henri Pierre Van der Vin 1790-1871
- Paul Van der Vin 1823-1887
- Pierre Van der Vin 1780-1821
- Ernest Vandenkerckhove 1839-1879
- Lucienne Vandervinnen 1925-2001
- Theo Van de Velde 1921-2005
- Martine Van de Walle 1968-
- Gustave Van de Woestyne 1881-1947
- Gabriel van Dievoet 1875-1934
- Emile Van Doren 1865-1949
- Raymond Van Doren 1906-1991
- Adolf Van Elstraete 1862-1939
- Louis van Engelen 1856-1941
- Piet van Engelen 1863-1924
- Edouard Van Esbroeck 1869-1949
- Jean Baptiste Van Eycken (1800-1861)
- Jean Baptiste Van Eycken (1809-1853)
- Frans Van Giel 1892-1975
- Jean-Baptiste Van Genechten 1902-1986
- Jacques Van Gingelen 1810-1869
- Louis Van Gorp 1932-2008
- José Van Gucht 1913-1980
- Henri Van Haelen 1876-1944
- Charles Van Havermaet 1868-19XX
- Pierre Van Havermaet 1834-1897
- Willem Van Hecke 1893-1976
- Gustaaf Van Heste 1887-1975
- Frans Van Holder 1881-1919
- Gustave Van Hoorde 1844- ?
- Frans Van Immerseel 1909-1978
- Jean Alexandre Van Laethem 1800-1859
- Gaston Van Landeghem 1883-1948
- Charles Van Landuyt 1854-1934
- Corneille Van Leemputten 1841-1902
- Frans Van Leemputten 1850-1914
- Jef Louis Van Leemputten 1865-1948
- Edith Van Leckwyck 1899-1987
- Louis Van Lint 1909-1986
- Jean Van Looy 1882-1971
- Joseph Van Luppen 1834-1891
- Romain Eugène Van Maldeghem 1813-1867
- Jules Van Marcke 1797-1849
- Charles Van Meer 1819-1865
- Henri Van Melle 1859-1930
- Eugeen van Mieghem 1875-1930
- Eugène Van Mierlo 1880-1972
- Johan Van Mullem 1959
- Alfred Van Neste 1874-1969
- Edmond Van Offel 1871-1959
- Stan Van Offel 1885-1924
- Tony Van Os 1886-1945
- War Van Overstraeten 1891-1981
- Leo Van Paemel 1914-1995
- George Van Raemdonck 1888-1966
- Willem Van Riet 1887-1928
- Jean Baptiste Van Rooy 1808-1893
- Jozef Van Ruyssevelt 1941-1985
- Théo Van Rysselberghe 1862-1926
- Petrus van Schendel 1806-1870
- François van Severdonck 1822-189?
- Joseph van Severdonck 1819-1905
- Dan Van Severen 1927-2009
- Eugeen Vansteenkiste 1896-1963
- Georges Vantongerloo 1886-1965
- Jef van Tuerenhout 1926-2006
- Georges Van Zevenberghen 1877-1968
- Gerard Vekeman 1933-
- Aimé Velghe 1836-1870
- Auguste Velghe 1831-1912
- Jean Constant Velghe 1826-1897
- Camille Venneman 1827-1868
- Charles Venneman 1802-1875
- Rosa Venneman 1842-19??
- Jacques Veraart 1921-1974
- Henri Daniel Verbeeck 1816-1863
- Pierre Verbeke 1895-1962
- Charles-Louis Verboeckhoven 1802-1889
- Eugène Verboeckhoven 1798-1881
- Eugène-Barthélemy Verboeckhoven 1825-1907
- Louis-Théodore Verboeckhoven 1827-1884
- Marguerite Verboeckhoven 1865-1949
- Émile Verbrugge 1856-1936
- Médard Verburgh 1886-1957
- Marcel-Henri Verdren 1933-1976
- Eugène Verdyen 1836-1903
- Paul Verdussen 1868-1945
- Fernand Verhaegen 1883-1975
- Alfred Verhaeren 1849-1924
- Piet Verhaert 1852-1908
- Jan Verhas 1834-1896
- Valère Verheust 1841-1881
- François Verheyden 1806-1889
- Isidore Verheyden 1846-1905
- Charles Pierre Verhulst 1774-1820
- Robert Verly 1901-1963
- Emile Vermeersch 1880-1957
- Alphonse Vermeylen 1882-1939
- Liévin François Vermote 1827-1869
- Séraphin Vermote 1788-1837
- Jacob Verreyt 1807-1872
- Barth Verschaeren 1888-1946
- Jean Antoine Verschaeren 1803-1863
- Karel-Willem Verschaeren 1881-1928
- Theodoor Verschaeren 1874-1937
- Edouard Verschaffelt 1874-1955
- Théodore Verstraete 1850-1907
- Edmond Verstraeten 1870-1956
- François Vervloet 1795-1872
- Alfred Verwée 1838-1895
- Emma Verwée 1871-1942
- Louis-Charles Verwée 1836-1882
- Louis-Pierre Verwée 1807-1877
- Marie-Louise Verwée 1906-2010
- Barthélemy Vieillevoye 1798-1855
- Emmanuel Viérin 1869-1954
- Frans Vinck 1827-1903
- Jozef-Xavier Vindevogel 1859-1941
- Yvonne Vonnot-Viollet 1883-1936
- Charles-Louis Voets 1876-?
- Henry Voordecker 1779-1861
- Joseph Vroye 1921-2010

## W
- Victor Wagemaekers 1876-1953
- Maurice Wagemans 1877-1927
- Gustave Walckiers 1831-1891
- Edouard Wallays 1813-1891
- Taf Wallet 1902-2001
- Zoum Walter 1902-1974
- Adolphe Wansart 1873-1954
- Ernest Wante 1872-1960
- Stanislas Warnie 1879-1958
- Camille Wauters 1856-1919
- Émile Wauters 1846-1933
- Jean-Joseph Weerts 1846-1927
- Ernest Welvaert 1880-1946
- Marthe Wéry 1930-2005
- Antoine Wiertz 1806-1865
- Edgard Wiethase 1881-1965
- Wilchar 1910-2005
- Charles Wildt 1851-1912
- Ferdinand Willaert 1861-1939
- Adolf Willems 1866-1953
- Florent Willems 1823-1905
- Louis Wilmet 1881-1965
- Roger Wittevrongel 1933
- Johan Bernhard Wittkamp 1820-1885
- Hubert Wolfs 1899-1937
- Constant Woutermaertens 1823-1867
- Edouard Woutermaertens 1819-1897
- Rik Wouters 1882-1916
- Louis Wuillem (peintre) 1888-1958
- Adrien Wulffaert 1804-1873
- Clara Wulffaert 1808-1867
- Hippolyte Wulffaert 1840-1911
- Maurice Wyckaert 1923-1996
- Ernest Wynants 1878-1964
- Juliette Wytsman 1866-1925
- Rodolphe Wytsman 1860-1927

## Z
- Joseph Zabeau (1901-1978)
- Joris-Frederik Ziesel 1755-1809